# Rodrigo Noval de Oliveira
Rodrigo Noval de Oliveira (Niterói, 25 de setembro de 1978 – Cabo Frio, 6 de novembro de 2024) foi um policial militar, escritor e poeta brasileiro. Destacou-se tanto como militar e policial, como nas letras, sendo homenageado nessa qualidade em 2022 pela Assembleia Legislativa do Estado do Rio de Janeiro, entre outras homenagens. Era membro da Academia Friburguense de Letras, de Nova Friburgo, onde residia, estando cotado para ser o primeiro negro a assumir a presidência da instituição. Foi executado a tiros por criminosos a 6 de novembro de 2024 em Cabo Frio, quando visitava o filho e a neta.

## Vida pessoal
Nasceu em Niterói a 25 de novembro de 1978, tendo pelo menos uma irmã, Valéria Noval.
Ingressou na Polícia Militar do Estado do Rio de Janeiro em 2005. Em 2024 era 2.º sargento da Polícia Militar, lotado no 30.º Batalhão de Polícia Militar em Teresópolis desde 2017.
Era casado em segundas núpcias desde 2015 com sua esposa Cláudia Danielle Labres Perrut Noval, deixando dois filhos e dois netos do primeiro casamento.

## Literatura
Rodrigo Noval publicou Chá de Poesia em 2011 pela editora Livre Expressão.
Entrou para a Academia de Letras, Artes e Ciências de Arraial do Cabo, sendo eleito vice-presidente da instituição no biênio 2013-2014.
Em 2013 fundou, juntamente com o escritor Marco Provazzi, a primeira Feira Literária de Armação dos Búzios, lançando aqui o seu segundo livro, Poesia Nua.
Em 2014 mudou-se para Nova Friburgo, realizando em 2015 a Feira Literária do 11.º Batalhão da Polícia Militar. Na cidade, Noval era reconhecido pela produção literária e trabalho na comunidade.
Em 2017 lançou o seu primeiro livro de contos, Corpos Inversos, editado pela LP Books, tendo em preparação em 2023 o livro Corações Devassos, Contos do Quotidiano, com lançamento agendado para novembro de 2024, que não chegou a ocorrer por ter sido assassinado.
Era afiliado literário da escritora Janaína da Cunha, bisneta de Euclides da Cunha.
Ingressou na Academia Friburguense de Letras (AFL) em 2022 em virtude das obras Chá de Poesia e Corpos Inversos, sendo empossado em abril de 2023 na cadeira número n.º 21, patronímica de Inglês de Souza, anteriormente ocupada pelo padre João Martins Evangelho. Noval foi a segunda pessoa negra a ocupar uma cadeira nesta instituição em quase 76 anos de história. Em 2024 era primeiro secretário da administração da AFL.
Quando foi assassinado estava cotado para ser o primeiro presidente negro daquela academia.

## Assassinato
Na noite de 6 de novembro de 2024, na Região dos Lagos, em Cabo Frio, distrito de Tamoios, Rodrigo Noval, dirigindo um Fiat Siena, foi interceptado na Rua Tubarão, do Bairro Aquarius, por criminosos que o reconheceram, quando visitava a filha e o neto, sendo assassinado a tiros em seguida. Os criminosos levaram a viatura de Noval, que foi localizada e recuperada pouco depois.
Noval foi sepultado a 8 de novembro no cemitério Trilha do Céu, no distrito de Conselheiro Paulino de Nova Friburgo.
O homicídio está a ser investigado pela 126.ª Delegacia Policial em Cabo Frio, tendo a Polícia Civil pedido à Justiça a prisão cautelar de um suspeito do crime. Michael de Souza Ribeiro, de 31 anos, foi identificado pela polícia como um dos criminosos envolvidos na morte de Noval, pela qual é procurado.

## Homenagens
Em 2022, foi reconhecido pela Câmara dos Vereadores de Nova Friburgo por “seu profissionalismo no ramo militar e literário”.
A 8 de março do mesmo ano foi agraciado com uma moção de Aplausos e Congratulações por parte da Assembleia Legislativa do Estado do Rio de Janeiro (AELRJ) "pelos relevantes serviços prestados, no exercício de sua carreira militar e como escritor".
Em 2023 foi reconhecido pela mesma ALERJ "pelo valoroso serviço à população teresopolitana”.
Foi premiado pelo livro Chá de Poesia pela editora Sapere, numa premiação destinada a poetas de Portugal, Brasil e Moçambique.
Em 22 de novembro de 2024, durante um jogo contra o Fortaleza, o Fluminense FC, clube do qual Noval era adepto e torcedor, homenageou postumamente o militar e escritor exibindo o seu nome no painel eletrônico do Maracanã.